# Saki
Den här artikeln handlar om författarpseudonymen Saki. För orten i Ukraina, se Saky. För Oroku Saki i Teenage Mutant Ninja Turtles, se Shredder.
Saki är en pseudonym för författaren och satirikern Hector Hugh Munro, född i Akyab i Burma den 18 december 1870, dödad i första världskriget i Frankrike den 14 november 1916.
Saki är mest känd för sina korta satiriska noveller med en mörk bisarr humor som ibland gränsar till det makabra. Många av novellerna skildrar den engelska överklassens liv och vanor kring sekelskiftet 1900. Hans verk och stil har inspirerat många andra brittiska författare som P.G. Wodehouse, Evelyn Waugh och Graham Greene. Pseudonymen Saki kommer från den sista versen i Omar Khayyams verk Rubaiyat.

## Biografi
Munro var son till en skotsk officer i Burmas poliskår. Hans mor dog tidigt och han och hans syskon uppfostrades av äldre släktingar i England. 1893 tog han värvning i Burmas poliskår men blev efter några år tvungen säga upp sig på grund av hälsoskäl. Han påbörjade sedan en karriär som journalist där han bland annat skrev politiska kåserier och arbetade som utrikeskorrespondent på Balkan, i Ryssland och Paris. 1908 flyttade han till England och bosatte sig i London. När första världskriget bröt ut 1914 anmälde han sig som frivillig, trots att han officiellt var för gammal. Han vägrade ta emot en officersbefattning och gick ut i kriget som menig soldat. Han stupade i de franska skyttegravarna 1916.

## Författarskap
Munro gav ut sin första bok år 1900, The Rise of the Russian Empire, en skildring av det ryska kejsardömet fram till Peter den store. 
Många av hans noveller publicerades först i olika engelska tidningar under hans tid som journalist. Hans första samling med noveller, Not-So-Stories (anspelar på Rudyard Kiplings Just-So Stories) och hans andra samling, Reginald, utkom 1904. De följdes 1910 av Reginald in Russia. 1911 utkom The Cronicles of Clovis, och 1914 Beasts and Superbeasts. Två samlingar med noveller publicerades posthumt 1923 och 1924, Toys of Peace och The Square Egg and Other Sketches. Den senare utgavs på svenska av Natur och Kultur 1947, Det fyrkantiga ägget och andra historier, och har kommit i flera utgåvor, bland annat som en klassikerutgåva för skolan 1998. Den innehåller bland annat ett par noveller som Munro skrev under sin tid i skyttegravarna. Sakis noveller har publicerats i mängder av antologier genom åren och nya samlingar utkommer ständigt.
Munro skrev även några romaner och pjäser, dock inte lika kända som hans noveller. Bland annat utkom 1914, strax innan kriget, When William Came, en fiktiv skildring av hur Tyskland anfaller England.